# General Electric J47
General Electric J47 (Allison J47) – amerykański silnik turboodrzutowy zaprojektowany w zakładach General Electric (wewnętrzne oznaczenia TG-190), wersja rozwojowa Allison J35. Wyprodukowano ponad 30 tys. silników tego typu w różnych wersjach.
Używany był w takich samolotach jak B-45 Tornado, B-47 Stratojet, Convair B-36, F-86 Sabre, FJ-2 Fury,
KB-50J Superfortress, KC-97L Stratotanker, Martin XB-51, Curtiss-Wright XF-87 Blackhawk, Republic XF-91 Thunderceptor, a także w samochodzie odrzutowym Spirit of America i w lokomotywie o napędzie odrzutowym M-497 Black Beetle.